# ديك بيتي
ديك بيتي (بالإنجليزية: Dick Beattie)‏ هو لاعب كرة قدم بريطاني، ولد في 24 أكتوبر 1936 في غلاسكو في المملكة المتحدة، وتوفي في 15 أغسطس 1990 في Old Kilpatrick ‏ في المملكة المتحدة. شارك مع منتخب اسكتلندا تحت 21 سنة لكرة القدم. أما مع النوادي، فقد لعب مع نادي بريتشين سيتي ونادي بورتسموث ونادي بيتربورو يونايتد ونادي سانت ميرين ونادي سلتيك.